# Lisa Hurtig
Lisa Hurtig, nata Lantz (Delsbo, 26 agosto 1987), è un'ex calciatrice svedese, di ruolo difensore.

## Biografia
Lisa Lantz ha assunto il cognome della calciatrice Lina Hurtig, dopo il loro matrimonio. L'11 giugno 2021 la coppia ha annunciato la nascita della figlia e nel dicembre 2024 è stata annunciata la nascita del secondo figlio.

## Palmarès
- Campionato svedese: 1

Linköping: 2017